# Buddha (productor)
Francisco Muriel Castillo (Santurce, Puerto Rico; 30 de abril de 1972-San Juan, Puerto Rico; 31 de enero de 2007), más conocido como Buddha, fue un productor discográfico y empresario puertorriqueño de reguetón y rap.

## Carrera musical
Fue fundador de su propia compañía musical Buddha's Productions, más conocida como Buddha's Family, la cual se convirtió en una de las más conocidos por sus buenos artistas, excelentes temas y por sus guerras liricales con otros cantantes. Entre sus artistas estaban los cantantes Tempo, Getto & Gastam. También productores de reconocimiento internacional como DJ Black.

## Problemas legales
En junio de 2004, Buddha fue enjuiciado junto al rapero Tempo por cargos relacionados con actividades de narcotráfico, ambos fueron encontrados culpables de distribuir grandes cantidades de heroína, crack y marihuana, también de poseer armas de fuego para proteger puntos de venta de drogas. Un mes después del juicio Buddha fue exonerado de los cargos que se le imputaban y fue puesto en libertad, mientras que a Tempo se le mantuvo la culpabilidad por ser considerado el líder de la organización de narcotraficantes.

## Fallecimiento
El productor musical murió el miércoles 31 de enero de 2007, a causa de una bronquitis y complicaciones respiratorias en el hospital Auxilio Mutuo de San Juan, Puerto Rico, donde estuvo recluido desde el sábado 27 de enero en la unidad de cuidados intensivos.

## Discografía

### Buddha's Family
- 1999: Game Over - Tempo
- 2000: New Game - Tempo
- 2001: Buddha's Family - Varios Artistas
- 2002: Vida Eterna - Getto y Gastam
- 2005: Buddha's Family 2, Desde La Prisión. - Varios Artistas
- 2007: El Mono de Raza - Gastam